# Lemoa
Lemoa en basque ou Lemona en espagnol est une commune de Biscaye dans la communauté autonome du Pays basque en Espagne.
Le nom officiel de la ville est Lemoa.

## Géographie

### Quartiers
| - Agarre - Arraibi - Arrantxe - Arraño - Azurreka - Bolunburu - Durandio - Elizondo - Elorriaga - Errekalde - Estaziñoa | - Intzuntza - Iturritxe - Larrabeiti - Lemorieta - Mendieta - Pozueta - San Inazio - Tallerreta - Txiriboketa - Zubieta |  |

## Patrimoine
- Grotte d'Arlanpe, site archéologique.

### Sources
- (es)/(eu) Cet article est partiellement ou en totalité issu des articles intitulés en espagnol « Lemona » (voir la liste des auteurs) et en basque « Lemoa » (voir la liste des auteurs).